# Калањево
Калањево (мкд. Калањево) је насеље у Северној Македонији, у средишњем делу државе. Калањево је насеље у оквиру општине Неготино.

## Географија
Калањево је смештено у средишњем делу Северне Македоније. Од најближег већег града, Кавадараца, насеље је удаљено 30 km источно.
Насеље Калањево се налази у историјској области Тиквеш. Село је смештено на западним падинама Конечке планине, на источном ободу Тиквешке котлине. Насеље је положено на приближно 610 метара надморске висине. 
Месна клима је континентална.

## Становништво
Калањево је према последњем попису из 2002. године било без становника.
Почетком 20. века већинско становништво били су Турци (2/3), а мањинско етнички Македонци (1/3). Турци су се већином иселили после Првог светског рата у матицу, а на њихово место дошли су преци данашњих становника.
Претежна вероисповест месног становништва била је ислам, а мањинска православље.